# The Rolling Stones Rock and Roll Circus (álbum)
The Rolling Stones Rock and Roll Circus es el séptimo álbum en vivo de The Rolling Stones y quinto álbum de los Stones lanzado por el exmánager Allen Klein de ABKCO Records (quien tomó el control del material que la banda había registrado para Decca/London en 1970) después de que la banda rompiera con Decca y Klein. Lanzado en 1996, el álbum captura las grabaciones del especial televisivo de 1968 "The Rolling Stones Rock and Roll Circus", que no se emitió hasta décadas más tarde.

## Historia
Buscando una forma original de promocionar el recientemente lanzado Beggars Banquet, Los Rolling Stones confeccionan una idea de especial en vivo con temática cirquera y músicos de extravaganza. Asimismo invitaron a artistas notables, entre los cuales se encontraban John Lennon, Yoko Ono, The Who, Eric Clapton (recientemente salido de la banda Cream), Taj Mahal y Mick Jagger con su actual novia, Marianne Faithfull. Especialmente para la ocasión, Lennon, Clapton, Keith Richards y Mitch Mitchell (de The Jimi Hendrix Experience) formarían una banda titulada The Dirty Mac.
Grabado el 11 de diciembre a altas horas de la madrugada, los resultados finales de la mayoría de los actos fue positiva, exceptuando la de los Rolling Stones (que incluyó por primera vez la canción "You Can't Always Get What You Want") los cuales sintieron que el lugar era algo plano y les faltaba chispa, especialmente si se comparaba con las presentaciones de The Who haciendo "A Quick One, While He's Away" y la de los Dirty Mac que incluyó una versión de la canción "Yer Blues" de The Beatles. En consecuencia, Los Rolling Stones archivaron el proyecto momentáneamente con la intención de mejorarlo, pero con la muerte de Brian Jones en julio del año siguiente, el proyecto fue abandonado.
Después de años de retrasos, ABKCO finalmente lanzó The Rolling Stones Rock and Roll Circus junto con el vídeo The Rolling Stones Rock and Roll Circus. El lanzamiento fue en octubre de 1996 y alcanzó el puesto número 92 en las listas nortemericanas. En 2004, fue relanzada una edición especial en formato DVD.

## Lista de canciones
Todas las canciones compuestas por Jagger/Richards, e interpretadas por The Rolling Stones, excepto donde lo indica.
1. Presentación de Mick Jagger de Rock and Roll Circus – 0:25
2. "Entry of the Gladiators" (Julius Fučík) – 0:55
3. Presentación de Mick Jagger de Jethro Tull – 0:11
4. Jethro Tull – "Song for Jeffrey"†(Ian Anderson) – 3:26
5. Presentación de Keith Richards de The Who – 0:07
6. The Who – "A Quick One, While He's Away" (Pete Townshend) – 7:33
7. "Over the Waves" (Juventino Rosas) – 0:45
8. Taj Mahal – "Ain't That a Lot of Love" (Homer Banks/Willie Dean "Deanie" Parker) – 3:48
9. Presentación de Charlie Watts de "Marianne Faithfull" – 0:06
10. Marianne Faithfull – "Something Better" (Gerry Goffin/Barry Mann) – 2:32
11. Presentación de Mick Jagger y John Lennon  de "The Dirty Mac" – 1:05
12. The Dirty Mac – "Yer Blues" (Lennon–McCartney) – 4:27
13. The Dirty Mac, Yoko Ono, and Ivry Gitlis – "Whole Lotta Yoko" (Yoko Ono) – 4:49
14. Presentación deJohn Lennon de la canción de los Rolling Stones /
 "Jumpin' Jack Flash" – 3:35
15. "Parachute Woman" – 2:59
16. "No Expectations" – 4:13
17. "You Can't Always Get What You Want" – 4:24
18. "Sympathy for the Devil" – 8:49
19. "Salt of the Earth" – 4:57
  - "Salt of the Earth" es la versión de Beggars Banquet pero con las voces en vivo.

† "Song for Jeffrey" ("A Song for Jeffrey") es la versión original de This Was pero con la voz en vivo de Ian Anderson.

## Posiciones en las listas
| Año  | Lista             | Posición |
| ---- | ----------------- | -------- |
| 1996 | The Billboard 200 | 92       |